# Adriana Ceci
Adriana Ceci Bonifazi, née le 9 décembre 1942 à Barletta, est une femme politique italienne.
Membre du  Parti communiste italien et du Parti démocrate de la gauche, elle siège à la Chambre des députés de 1983 à 1989 et au Parlement européen de 1989 à 1994.